# Nanzen-ji
Nanzen-ji (jap. 南禅寺) – klasztor szkoły zen rinzai w Kioto, największy klasztor Japonii, główny klasztor jednego z czternastu odgałęzień szkoły rinzai w Japonii.

## Historia klasztoru
Klasztor został wybudowany u stóp zalesionych wzgórz o nazwie Higashiyama w centralno-wschodniej części Kioto. Pierwotnie znajdowała się tam willa cesarza Kameyamy (亀山, pan. 1260-1274). Kameyama zaprosił do willi kapłana Fumona i wzniósł specjalnie dla niego świątynię, która nosi obecnie nazwę Nanzen-in. W 1291 roku willa i inne zabudowania zostały zamienione na klasztor rinzai pod nazwą Zenrin-ji. Zasadniczo klasztor tylko przez krótki czas był zaliczany do klasyfikacji gozan, a po wybudowaniu Shōkoku-ji stał się nadrzędnym klasztorem, „pierwszym klasztorem zen Japonii”, zajmującym pozycję ponad pięcioma klasztorami gozan.
Ponieważ Shinchi Kakushin odmówił zostania pierwszym (założycielskim) opatem klasztoru, został nim Mukan Fumon (1212–1291) ze szkoły Enniego Ben’ena. Drugim opatem klasztoru został uczeń chińskiego mistrza chan działającego w Japonii Wuxue Zuyuana – Kian Soen (1261–1313).
Trzecim opatem klasztoru został chiński mistrz chan Yishan Yining (1247–1317), który wprowadził do Kioto religijno-kulturalny program, będący prekursorskim, do kultury związanej z systemem gozan. Gdy był opatem, jego sława sięgnęła zenitu. Dzięki niemu do kręgu zen weszli ludzie związani z dworem cesarskim i arystokracją.
Również inny z chińskich mistrzów – Qingzhuo Zhengcheng (1274–1339) – był opatem tego klasztoru. Oprócz nauczania chińskiej klasyki i stylu literackim jego nauczyciela Gulina Jingmao (1262–1317) pracował również nad przystosowaniem chińskich reguł monastycznych do japońskich realiów.
W trzy lata po Qingzhou przybył do Japonii kolejny chiński mistrz chan Mingji Chujun (1262–1336) w towarzystwie swoich japońskich uczniów – Sessona Yūbaia i Getsurina Dōkyō (1293–1351). Cieszył się on opieką cesarza Go-Daigo (後醍醐, pan. 1318–1339) i został opatem Nanzen-ji.
Na liście klasztorów systemu gozan z 1341 roku Nanzen-ji znalazł się na pierwszym miejscu z klasztorów Kioto, a na pierwszym miejscu z klasztorów Kamakury znalazł się Kenchō-ji. Jednak klasztory z Kioto były już wówczas uważane za nadrzędne wobec klasztorów Kamakury.
W 1325 roku cesarz Go-Daigo wyznaczył na opata klasztoru Musō Kokushiego, który po oporze ostatecznie został opatem najsłynniejszego klasztoru zen w Japonii i piastował to stanowisko przez rok. Opuścił go, gdy polityka cesarska zaczęła opanowywać wszystkie dziedziny życia, aby pokonać ród Hōjō. Gdy po raz drugi został opatem Nanzen-ji zadbał już o utrzymanie właściwych relacji z dworem cesarskim i równocześnie rozszerzył krąg swoich przyjaciół, do których włączył Takaujiego z zyskującego coraz większą potęgę rodu Ashikaga.
Opatem Nanzen-ji został także jeden z uczniów mistrza Yishana – Sesson Yūbai, który był reprezentantem literatury gozan, zwłaszcza w jej poważnym, religijnym stylu geju. On i jego następcy rozwinęli ruch gozan do największego rozkwitu.
Opat klasztoru Ryūzan Tokken (1284–1358) był również mistrzem literatury geju pod wpływem Gulina i wywarł wielki wpływ na takich uczniów jak Chūgan Engetsu (1300–1375), Gidō Shūshin (1325–1388) (później także opat Nanzen-ji) i Zekkai Chūshin (1336–1405), który praktykował pod jego kierunkiem w Nanzen-ji. Uczeń Zekkaia Ishō Tokugan także został później opatem tego klasztoru. Dharmiczny wnuk Zekkaja Giyō Hōshū (1361–1424) wprowadził sioguna Yishimochi Ashikaga do kręgów zen i później piastował funkcję opata Nanzen-ji.
W okresie wojen domowych i wojny Ōnin (1467–1477), w czasie których spalono Nanzen-ji i większość klasztorów i świątyń w Kioto, w tym cztery z pięciu klasztorów gozan (poza Tōfuku-ji), wypłynął mnich Ōsen Keizan (1429–1493) z linii Gidō Shūshina, który zyskał wielki autorytet na stanowisku opata Shōkoku-ji i Nanzen-ji. Poprzez jego uczniów ruch gozan został przeniesiony w następne stulecie, chociaż nie odzyskał zniszczonego przez wojny wigoru.
W czasie wojen okresu Muromachi (1333-1573) klasztor został spalony, dlatego wszystkie jego budynki pochodzą z późniejszego okresu, głównie z XVII wieku.
W 1605 roku opatem klasztoru został mnich Ishin Sūden (1569–1633). Gdy reżim Tokugawy zaczął podporządkowywać sobie buddyzm oraz nakazał ludziom rejestrować się w danej świątyni czy klasztorze, to właśnie w Nanzen-ji przeprowadzono rejestrację klasztorów i świątyń oraz buddyjskich mnichów ze wszystkich innych szkół i tradycji buddyjskich. Ieyasu Tokugawa wyznaczył Sūdena na swojego doradcę. Sūden został wybrany także na zarządcę wszystkich buddyjskich instytucji. On także sformułował dekret z 27 stycznia 1614 roku przeciwko chrześcijanom. Był on także głównym antagonistą mistrza zen Takuana Sōhō.
W 1611 roku przeniesiono z pałacu cesarskiego Seiryōden, który pod nazwą Ōhōjō (Wielka Kwatera Opata) stał się mieszkaniem opata klasztoru. W 1628 roku wybudowano nową bramę główną (jap. Sanmon), w miejscu spalonej poprzedniej bramy. W ciągu wieków w skład kompleksu klasztornego wchodziło 12 podświątyń.
Około 1655 roku spotkał się z opatem i mnichami tego klasztoru chiński mistrz chan Yinyuan Longqi (1592–1673), późniejszy założyciel szkoły ōbaku.
W okresie Meiji, po antybuddyjskich dekretach władz, mnisi zmuszeni zostali do sprzedaży części gruntów klasztornych i kompleks się zmniejszył. W XX wieku doceniono wartość Nanzen-ji, zwłaszcza Wielkiej i Małej Kwatery Opata (jap. Kohōjō), pochodzących z początków okresu Edo, które zostały uznane za skarby narodowe kultury japońskiej.

## Architektura klasztoru i jego obiekty
Nanzen-ji powstał w dość typowy dla wczesnych klasztorów zen sposób, poprzez konwersję np. z pałaców czy willi cesarskich lub należących do arystokracji. Dlatego też były szczytem artystycznego wyrafinowania. Do tego cieszyły się one wyjątkowymi względami cesarzy.
Nanzen-ji jest klasycznym przykładem tak poczętego klasztoru. Zajmuje wielką powierzchnię a cały kompleks jest jednym z najwspanialszych w Kioto. Zawiera wszystkie budynki wymagane w klasztorze: Budynek Buddy, Budynek Dharmy (hattō), Budynek Mnichów (jap. sōdō) itd. i wiele innych. Właściwie wszystkie w różnych okresach uległy pożarom i były rekonstruowane według dawnych planów.
Jednym z mnichów Nanzen-ji był Kaō (zm. ok. 1345), który po okresie praktykowania chanu i malarstwa w Chinach powrócił do Japonii i nawet został opatem tego klasztoru. Pozostało po nim kilka malowideł. Jego ulubionym tematem było obrazowanie dwóch słynnych mnichów chińskich Hanshana i Shide.
Od strony zachodniej rozpoczyna się pasaż prowadzący do głównych zabudowań kompleksu, przedzielony bramami. Pierwszą z nich jest Chokushimon (Brama Posłańców Cesarskich), która związana była z ceremoniami wprowadzenia nowego opata klasztoru. Również w niej przyjmowano wysłanników cesarskich. Brama pochodzi z 1641 roku i została ofiarowana przez cesarzową Meishō.
Brama sanmon pochodzi z 1628 roku i jest potężną dwupiętrową konstrukcją, co wskazywało na pierwszorzędne znaczenie kompleksu. Posiada trzy wejścia, które symbolizują trzy ścieżki do osiągnięcia oświecenia. Są to: brama pustki (jap. kūmon), brama negacji formy (jap. musōmon) i brama negacji ślubowań (jap. muganmon). Na drugim piętrze znajdują się buddyjskie posągi. We wcześniejszej wersji bramy został schwytany XVI-wieczny japoński Robin Hood – Ishikawa Goemon – później skazany na śmierć przez ugotowanie w kotle.
Po minięciu Sanmon dochodzi się do głównych budynków kompleksu. Pierwszym z nich, leżącym na tej samej osi z zachodu na wschód, co bramy, jest Pawilon Dharmy (jap. Hattō). Inną nazwą tego budynku jest Butsuden, gdyż znajduje się w nim posąg Buddy (jap. Butsu). Za nim (na tej samej osi) znajdują się budynki kwatery opata (jap. Hōjō). Jest to obecnie skarb narodowy Japonii. Jest ona ozdobiona wewnątrz malunkami przedstawicieli malarskiej szkoły Kanō. Hōjō składa się z dwu budynków: większego Ōhōjō i mniejszego Kōhōjō. Ōhōjō został tu przeniesiony na początku XVII wieku z pałacu cesarskiego, przebudowywanego na polecenie Tokugawy Ieyasu, gdzie nosił nazwę Seiryōden. Do dziś wyróżnia się pałacowymi zdobieniami. Znajduje się tam także obszerny ogród z białego żużlu, otoczony murem.
W mniejszym z budynków znajduje się jedno z najważniejszych malowideł „Mizunomi no tora” („Tygrys pijący wodę”), które przypisywane jest Tan’yū Kanō. W Pokoju Dziennym znajdują się obrazy Kanō Eitoku (1543-1590) przedstawiające 24 przykłady miłości synowskiej, które wyraźnie nawiązują do cnót konfucjańskich. Obok znajduje się kilka ogrodów, z których dwa są najbardziej znanymi aranżacjami związanymi z Nanzen-ji. Są to ogrody należące do typowych przykładów „karesansui”, czyli „wyschniętego krajobrazu”. Pierwszy z nich nosi nazwę Nyoshintei i jest czasem przypisywany Koboriemu Enshū, twórcy ogrodów z przełomu XVI i XVII wieku.
Obecnie w kompleksie znajduje się 13 świątyń, między innymi Nanzen-in, Tenju-an, Nanyo-in, Shinjo-in, Jishi-in, Chosho-in, Kiun-in i Konchi-in.

## Adres klasztoru
- 〒606-8435 Kyōto-fu, Kyōto-shi, Sakyō-ku, Nanzen-ji, Fukuchi-chō
- 京都市左京区南禅寺福地町

## Galeria

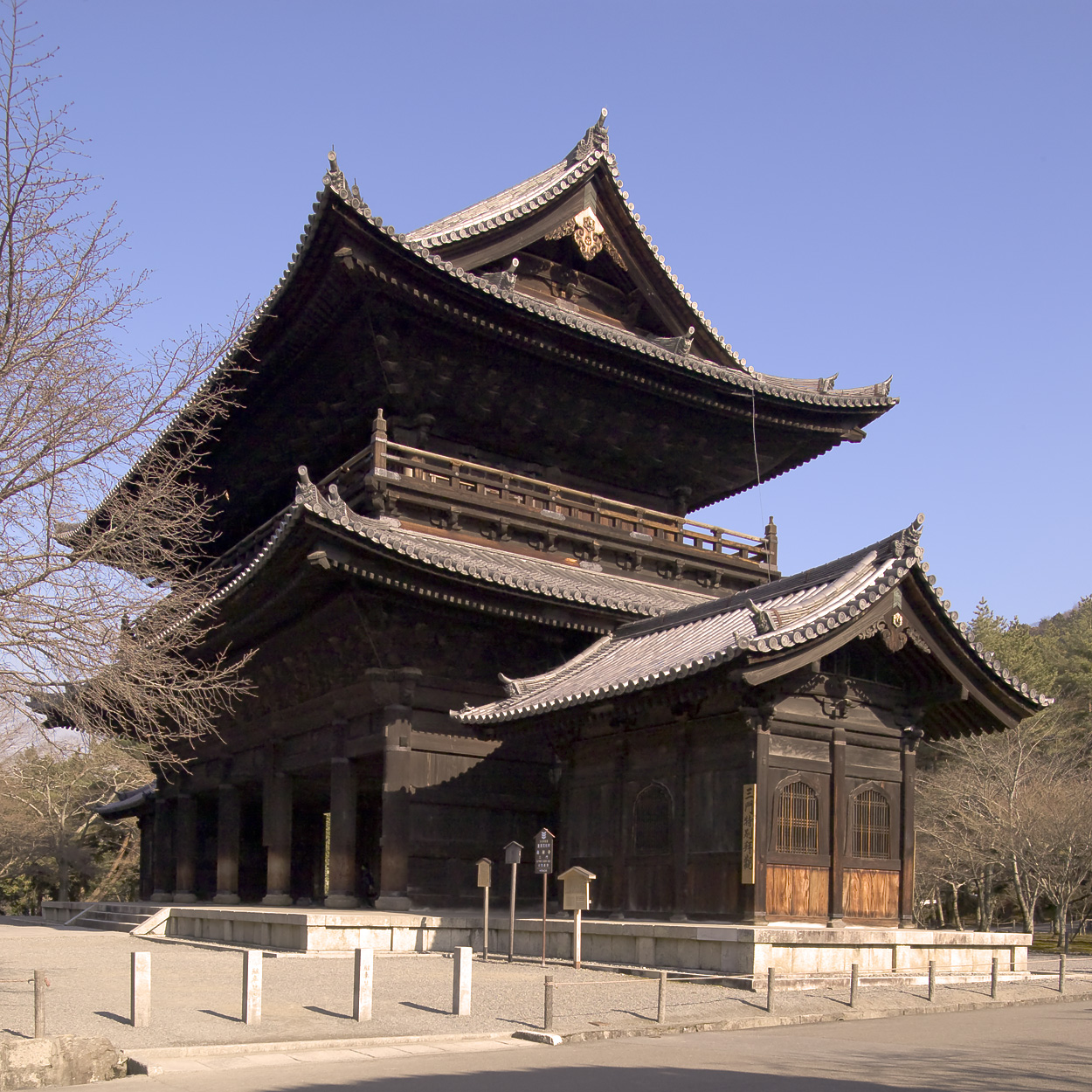
Sanmon – brama
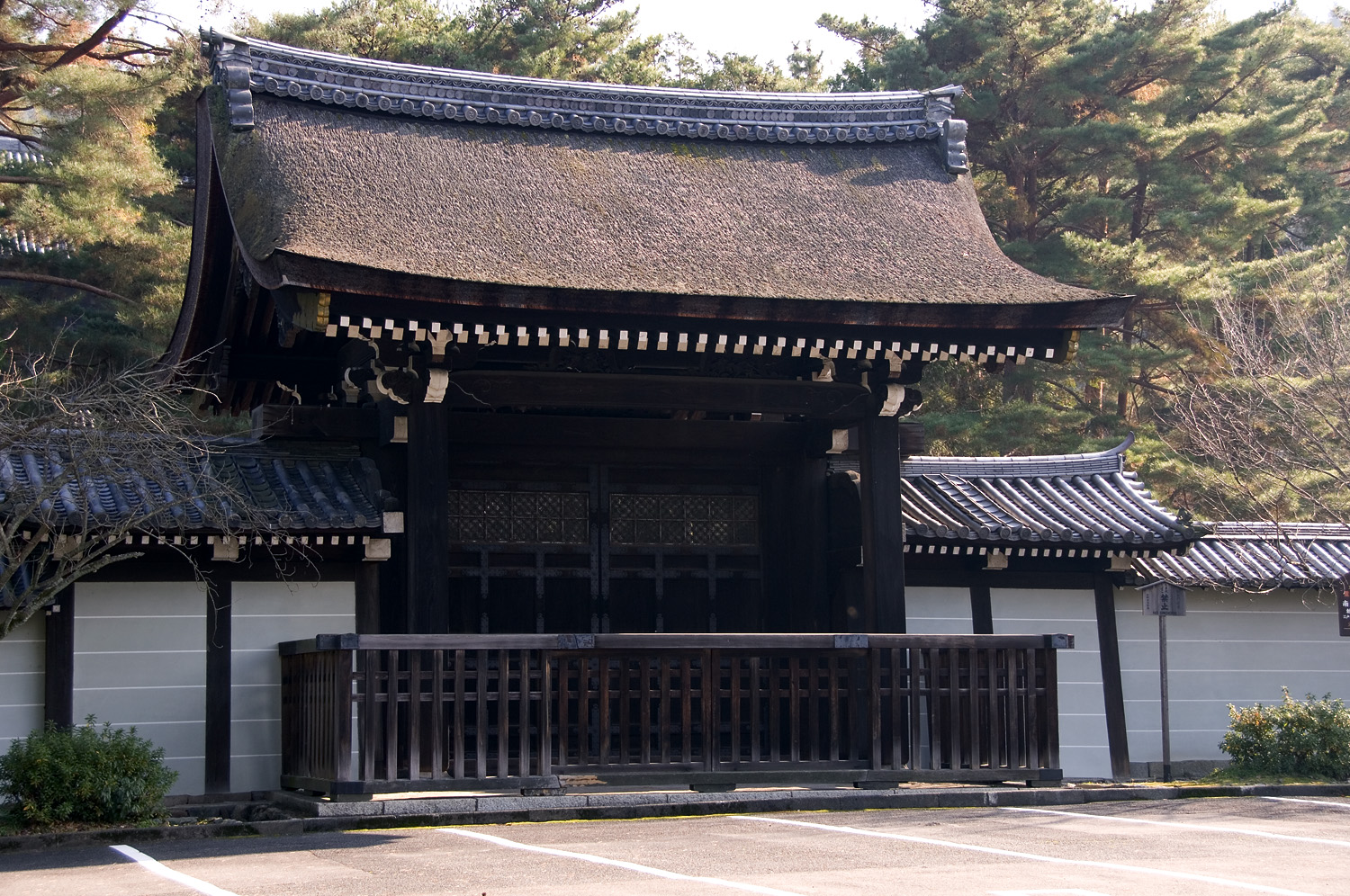
Jedna z bram – chokushimon
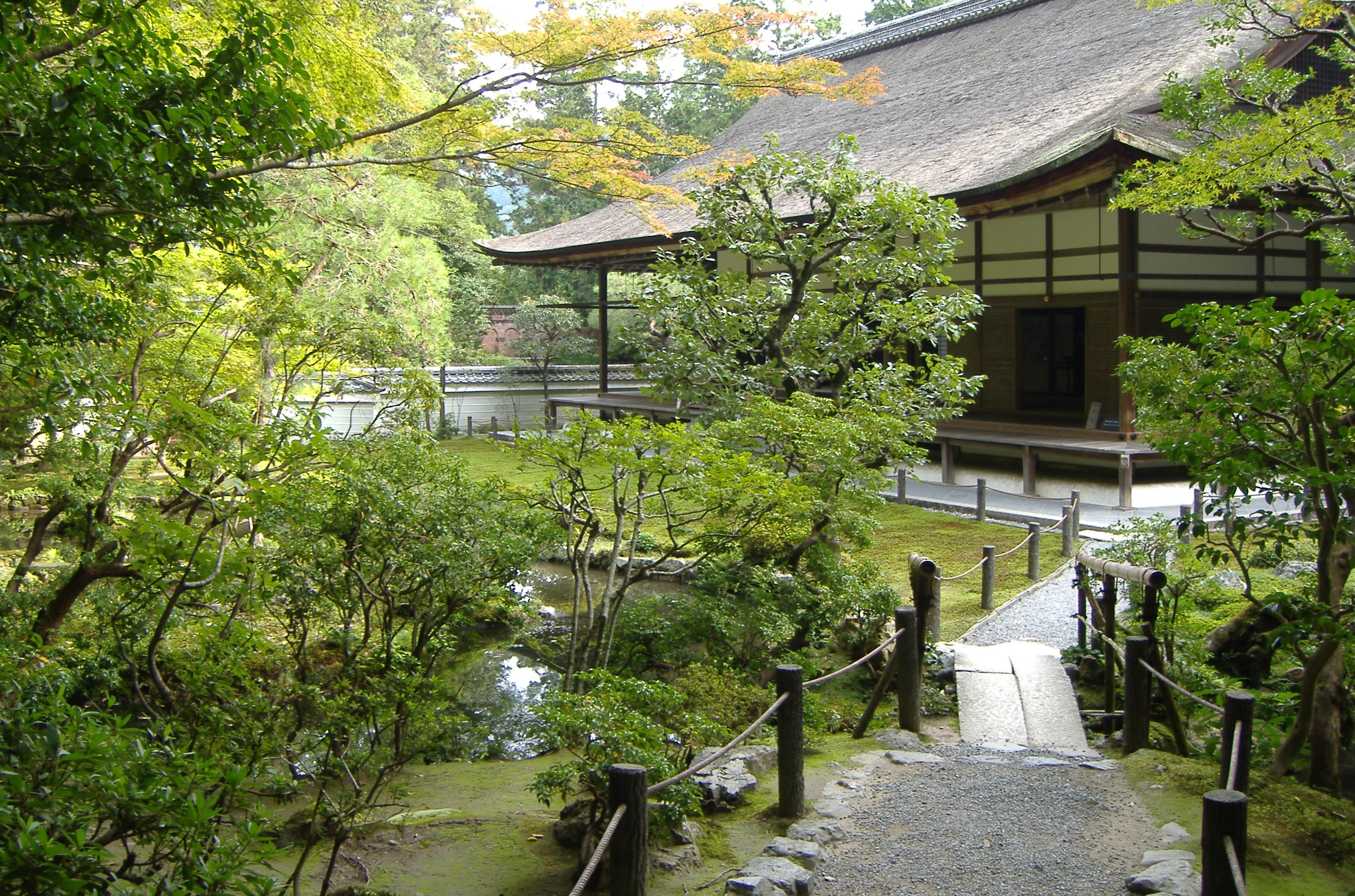
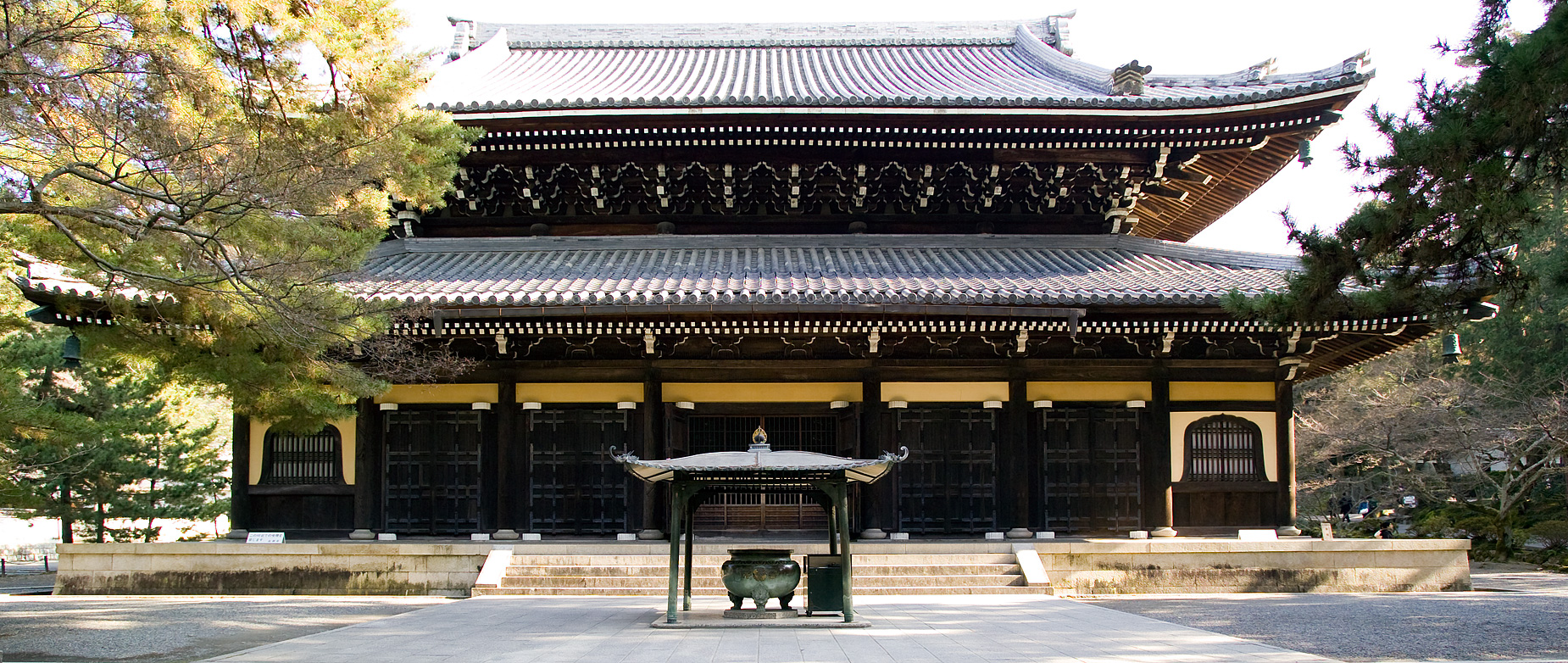
Hattō
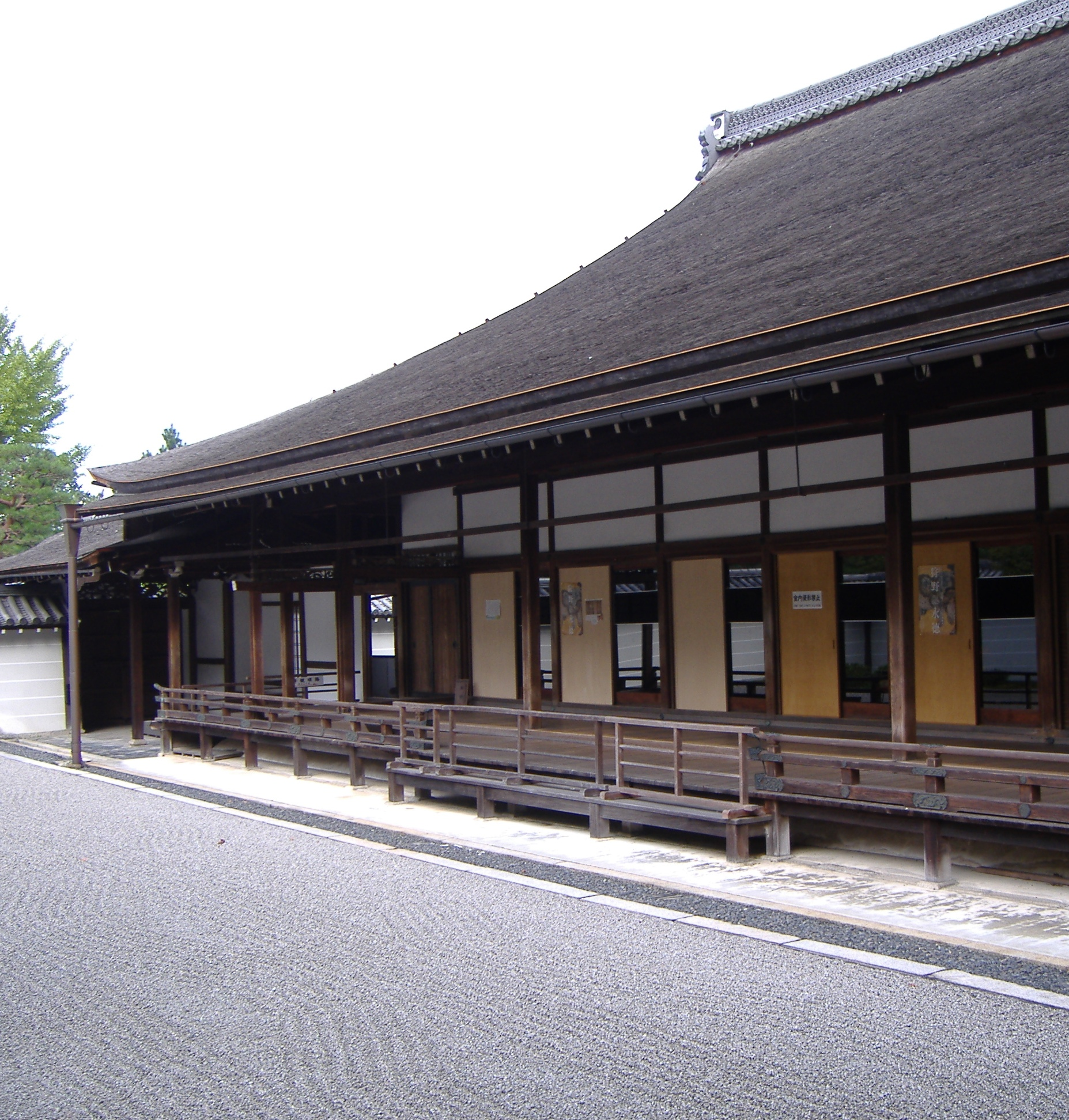
Hōjō
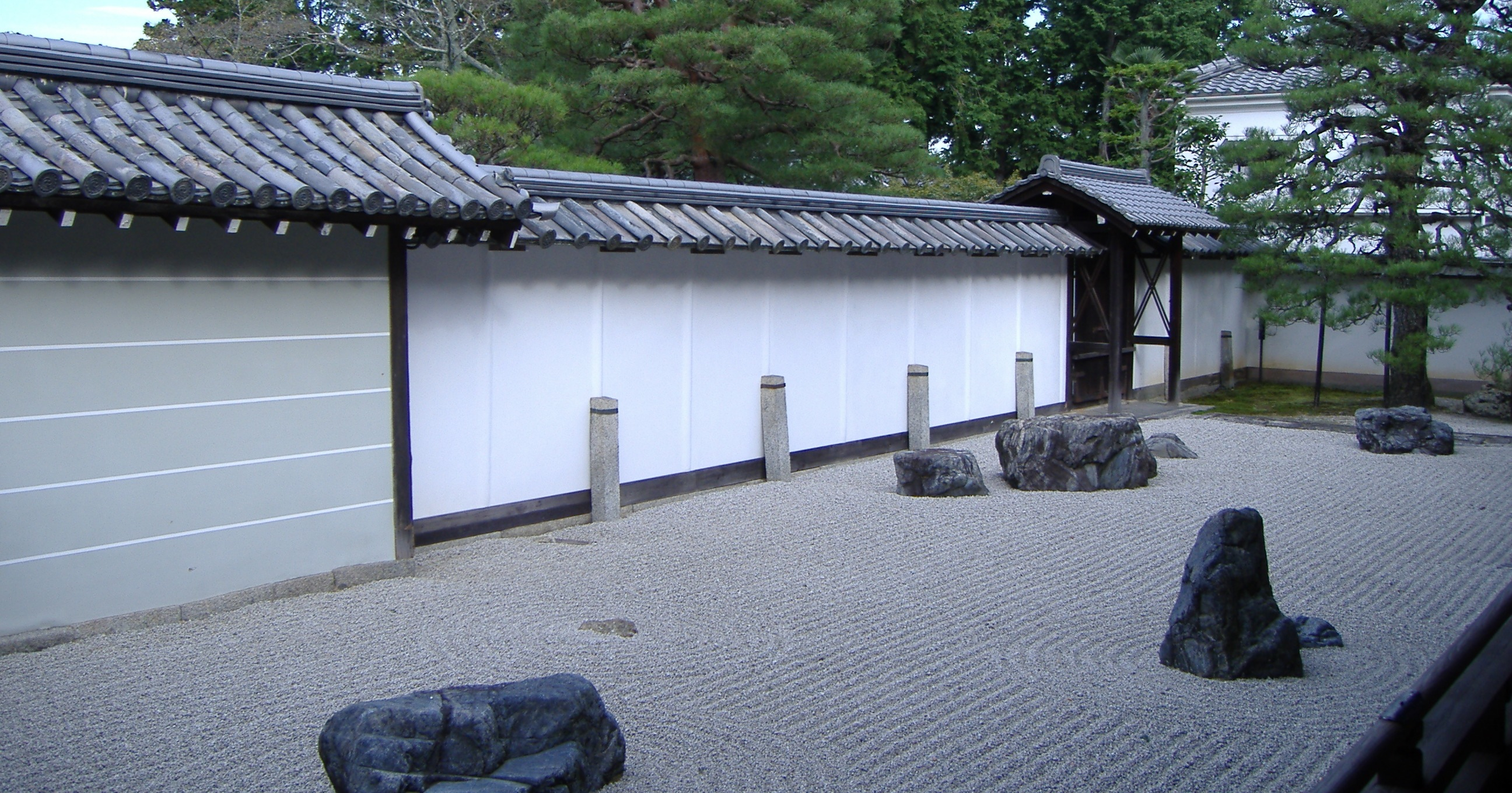
Ogród obok hōjō („karesansui”)
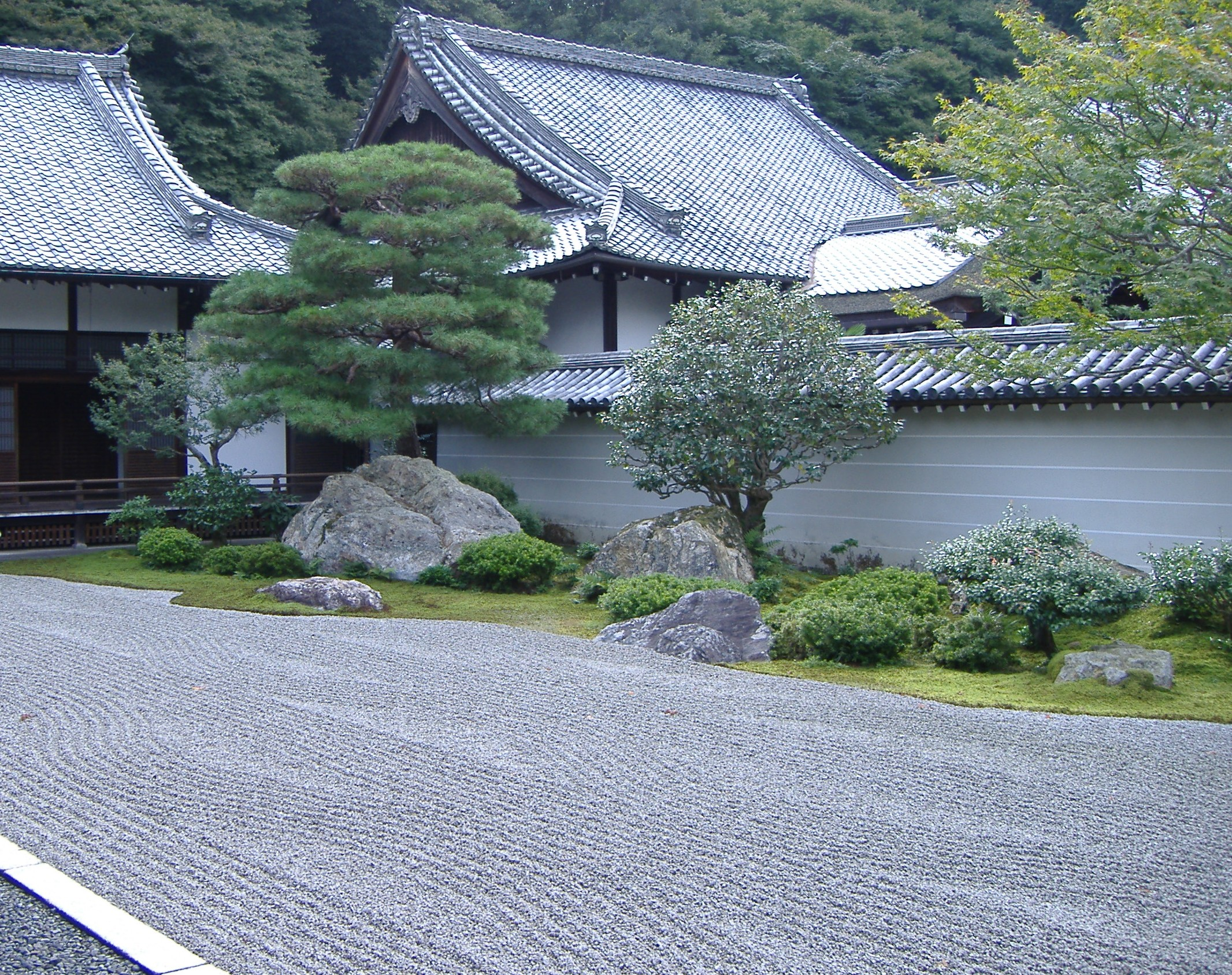
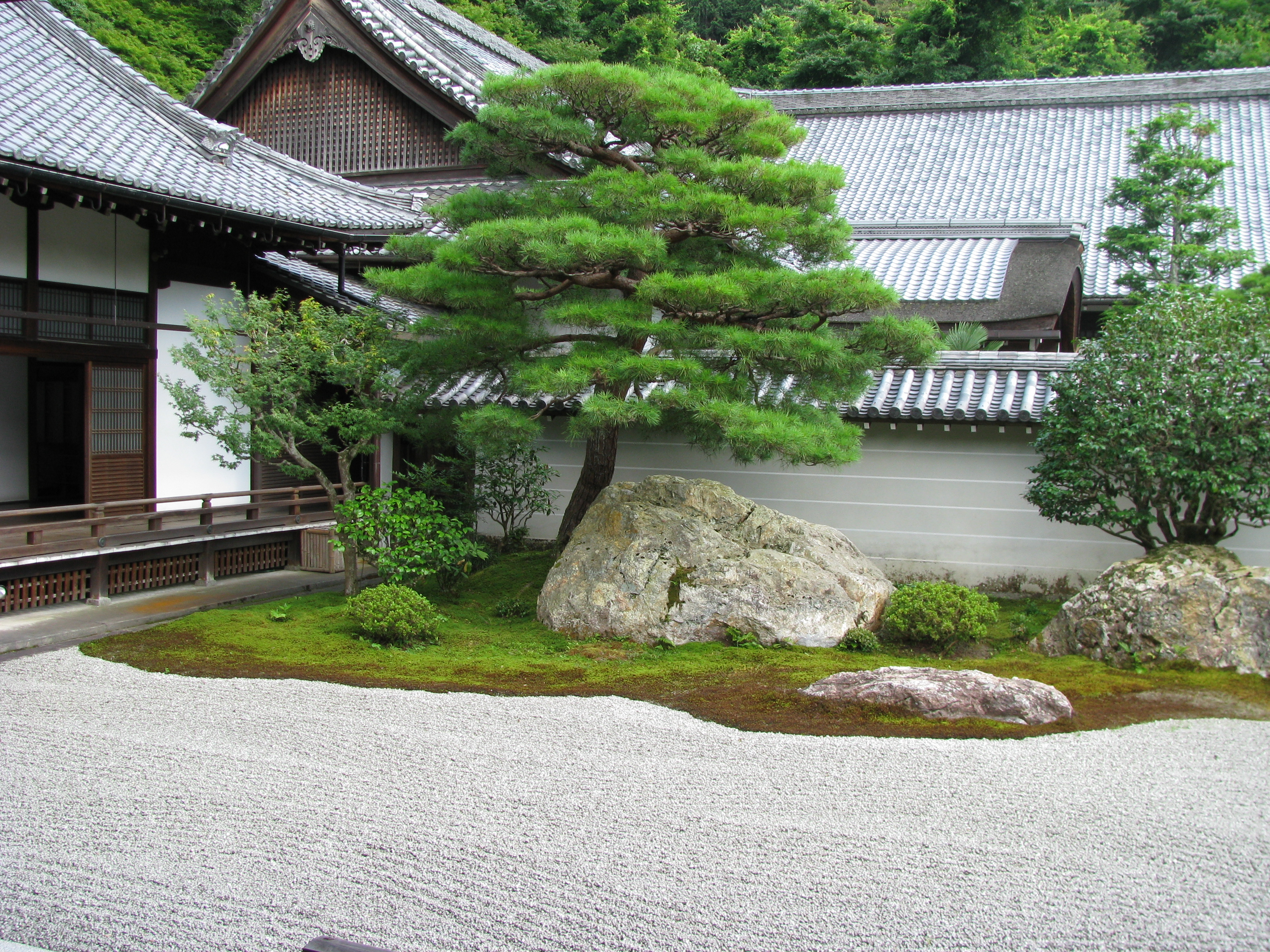
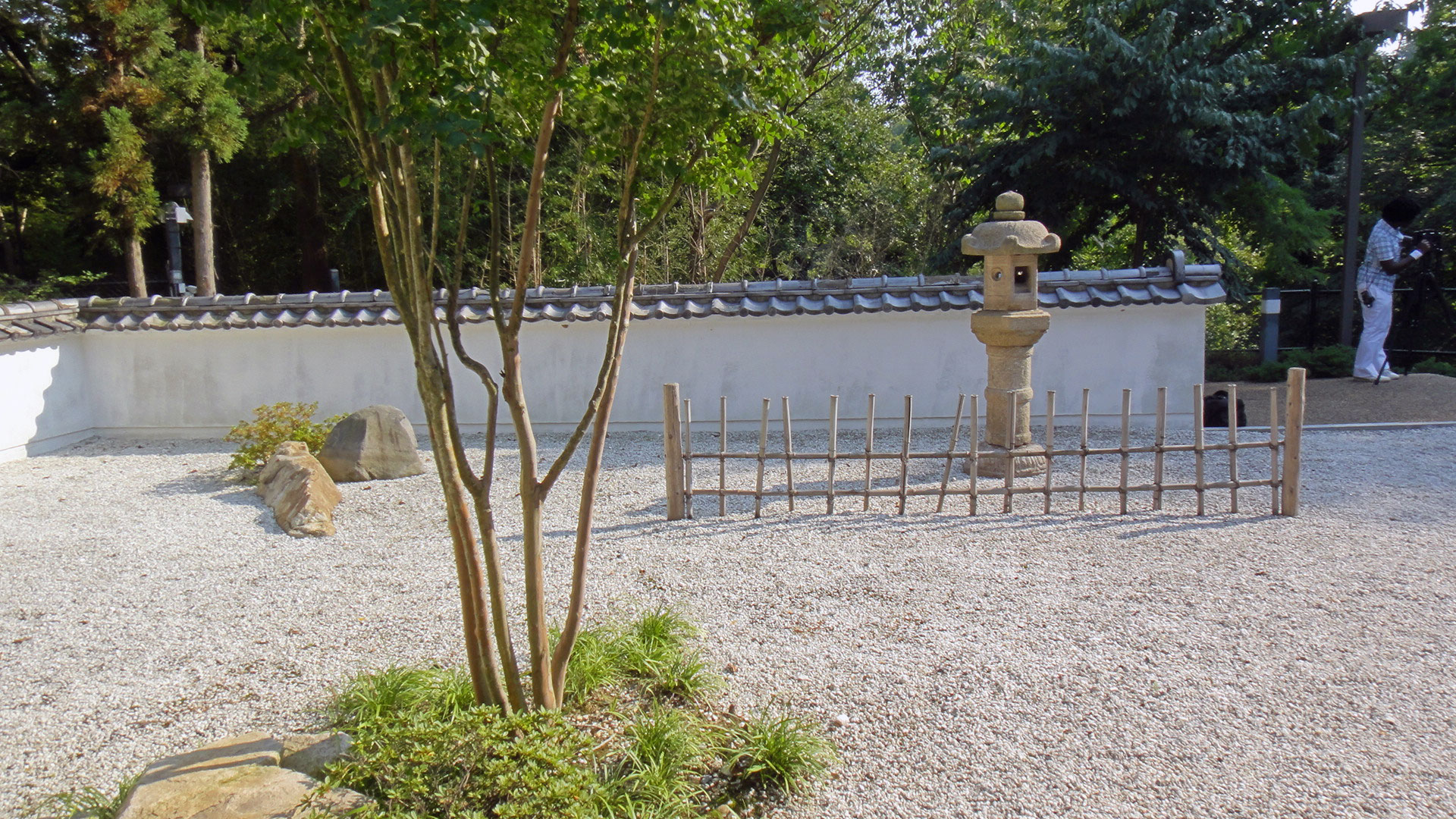
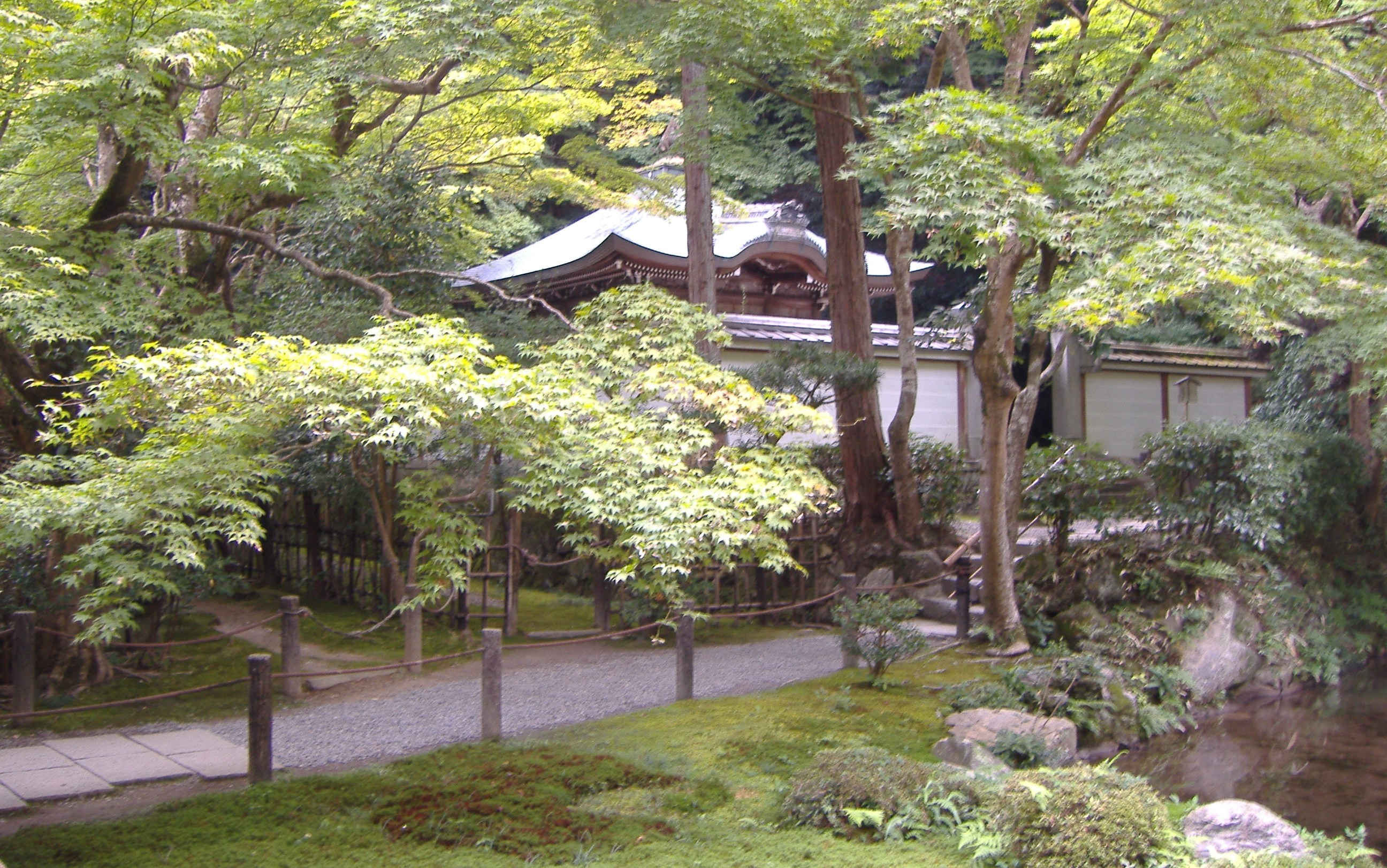
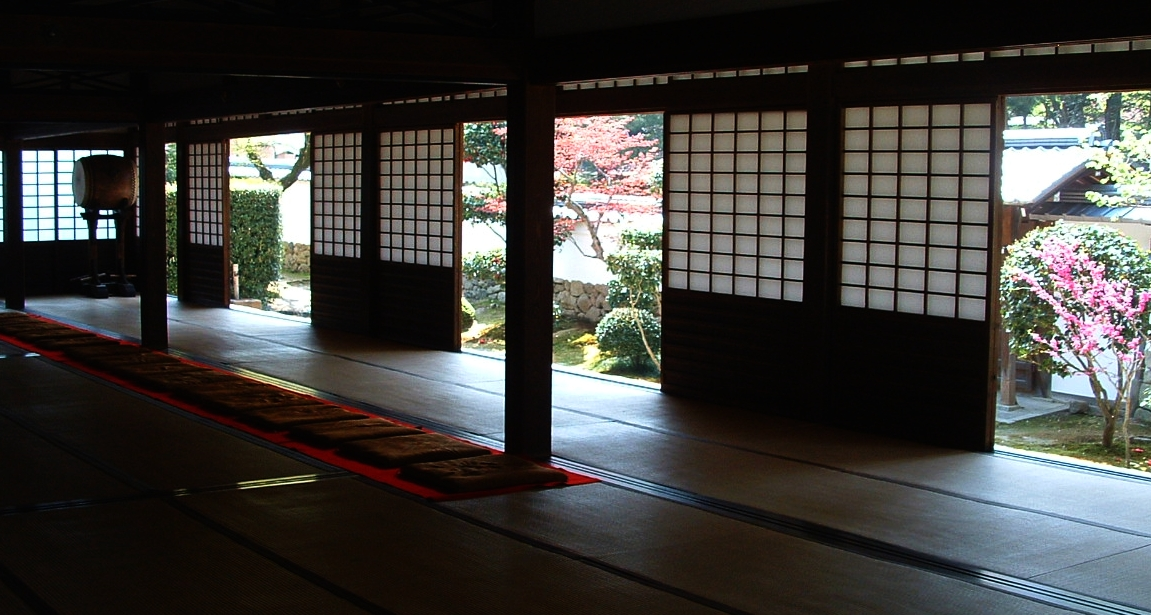
Pawilon herbaty z ogrodem
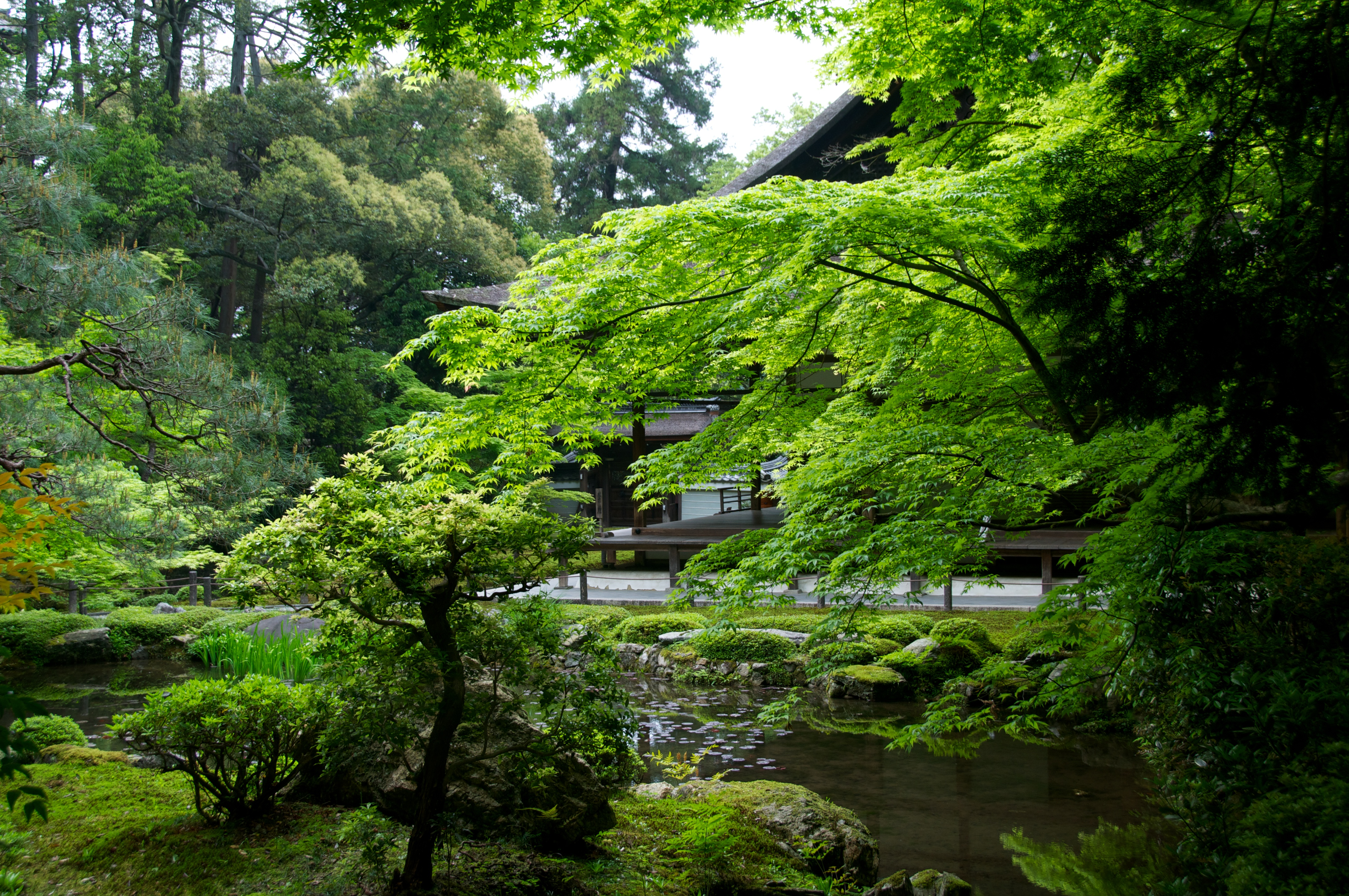
Jeden z ogrodów
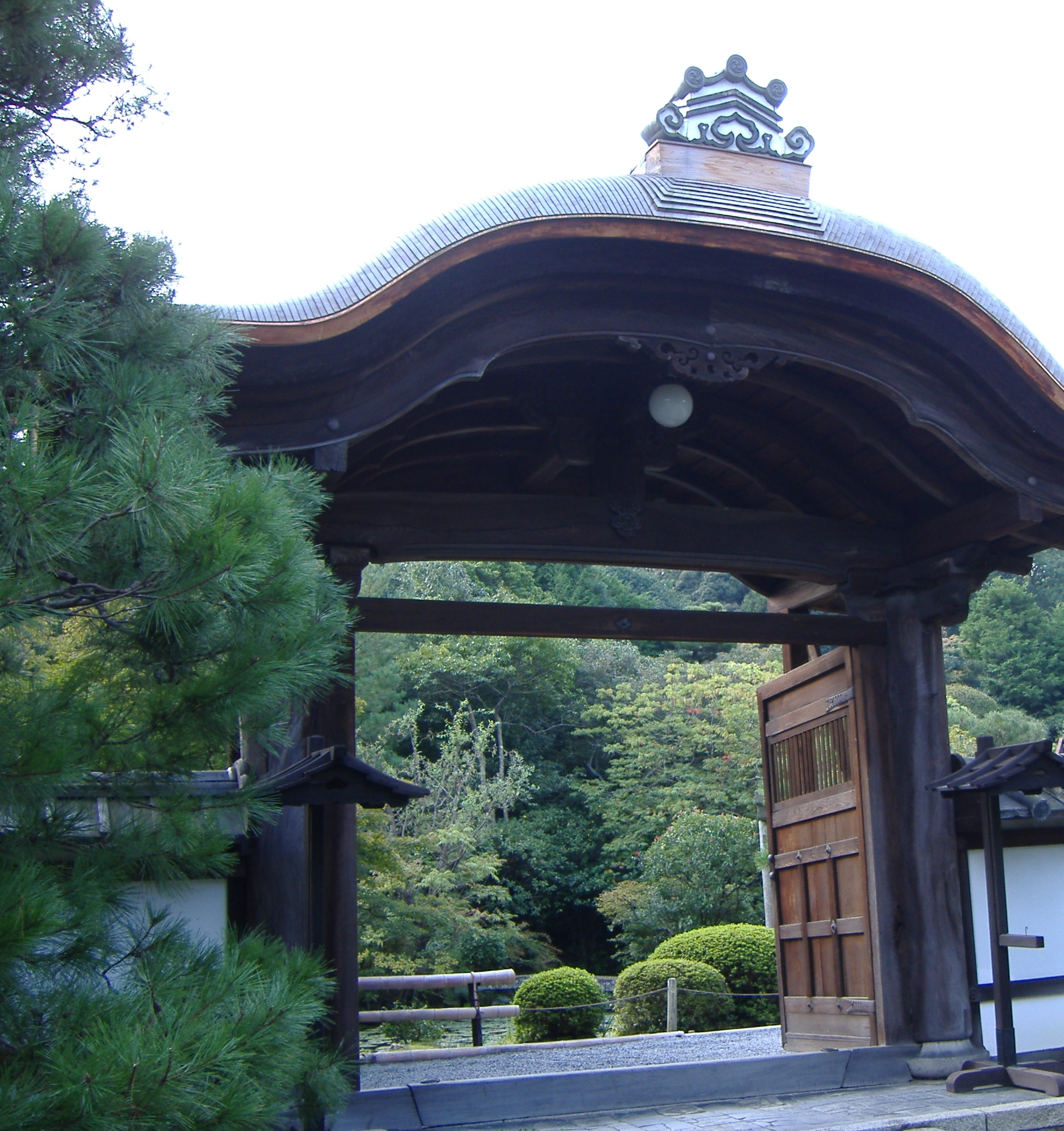
Wejście do ogrodu świątyni Konchi-in
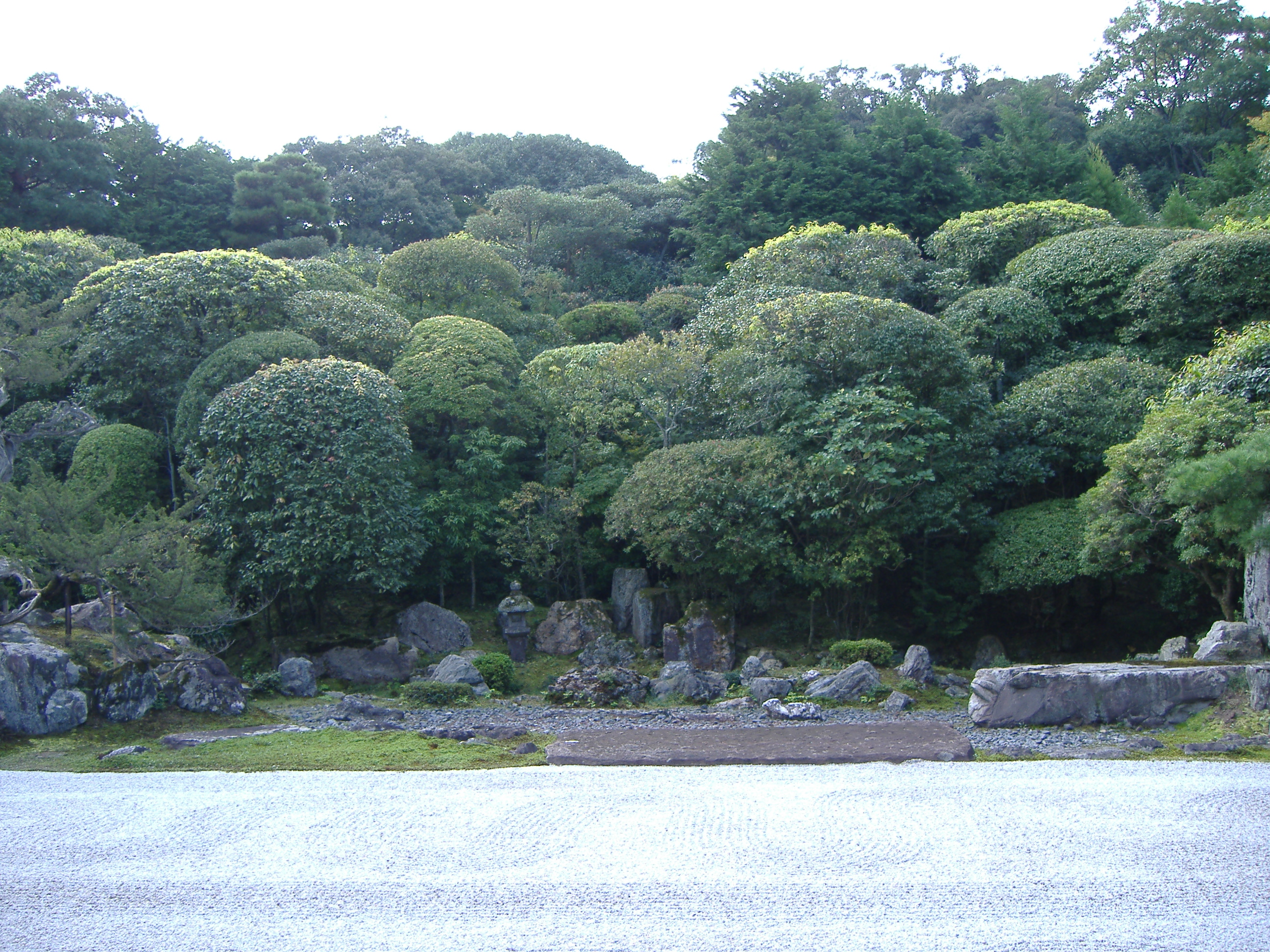
Ogród w Konchi-in
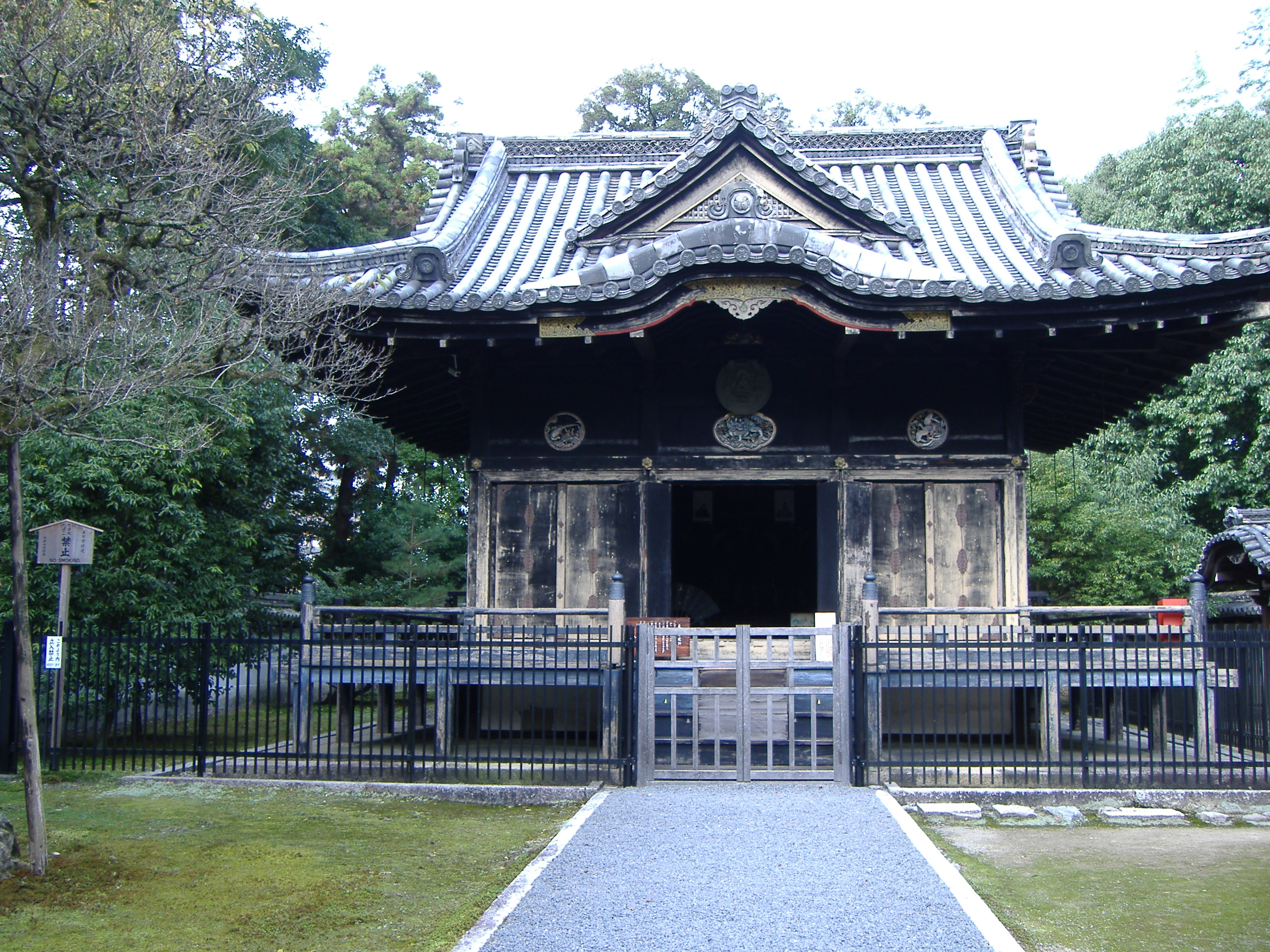
Jeden z budynków Konchi-in
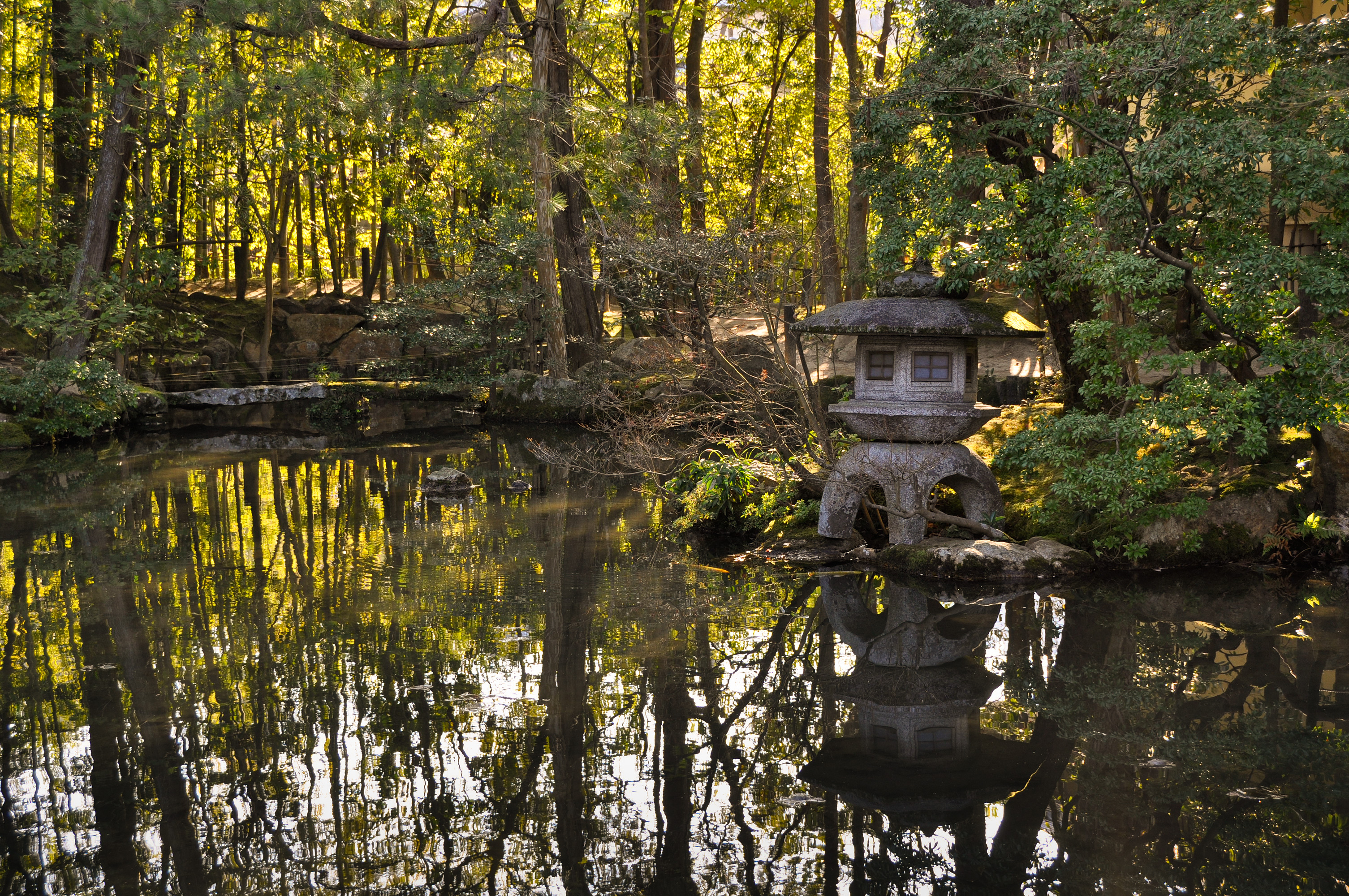
Ogród w Tenju-an
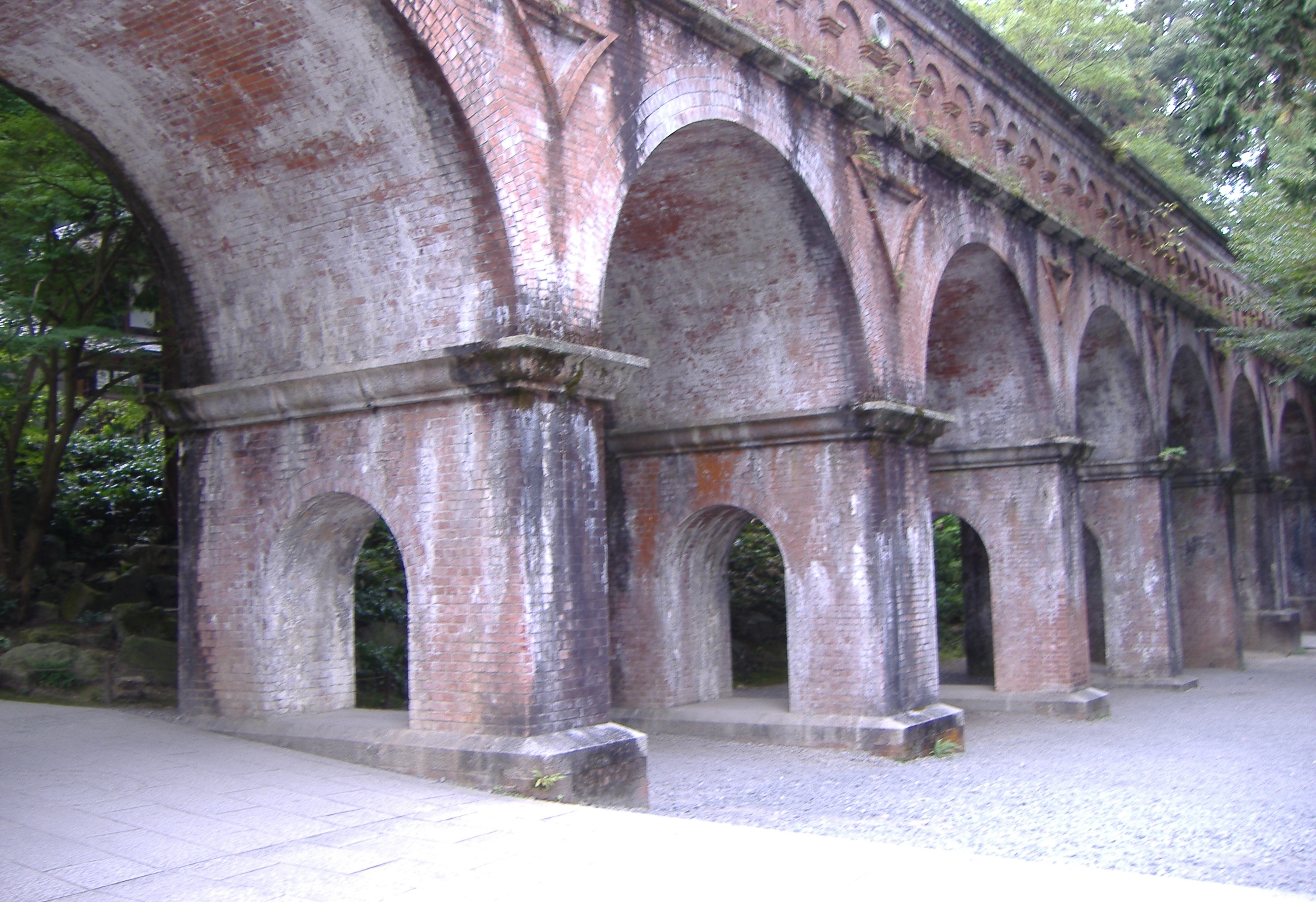
Akwedukt doprowadzający wodę do Kioto
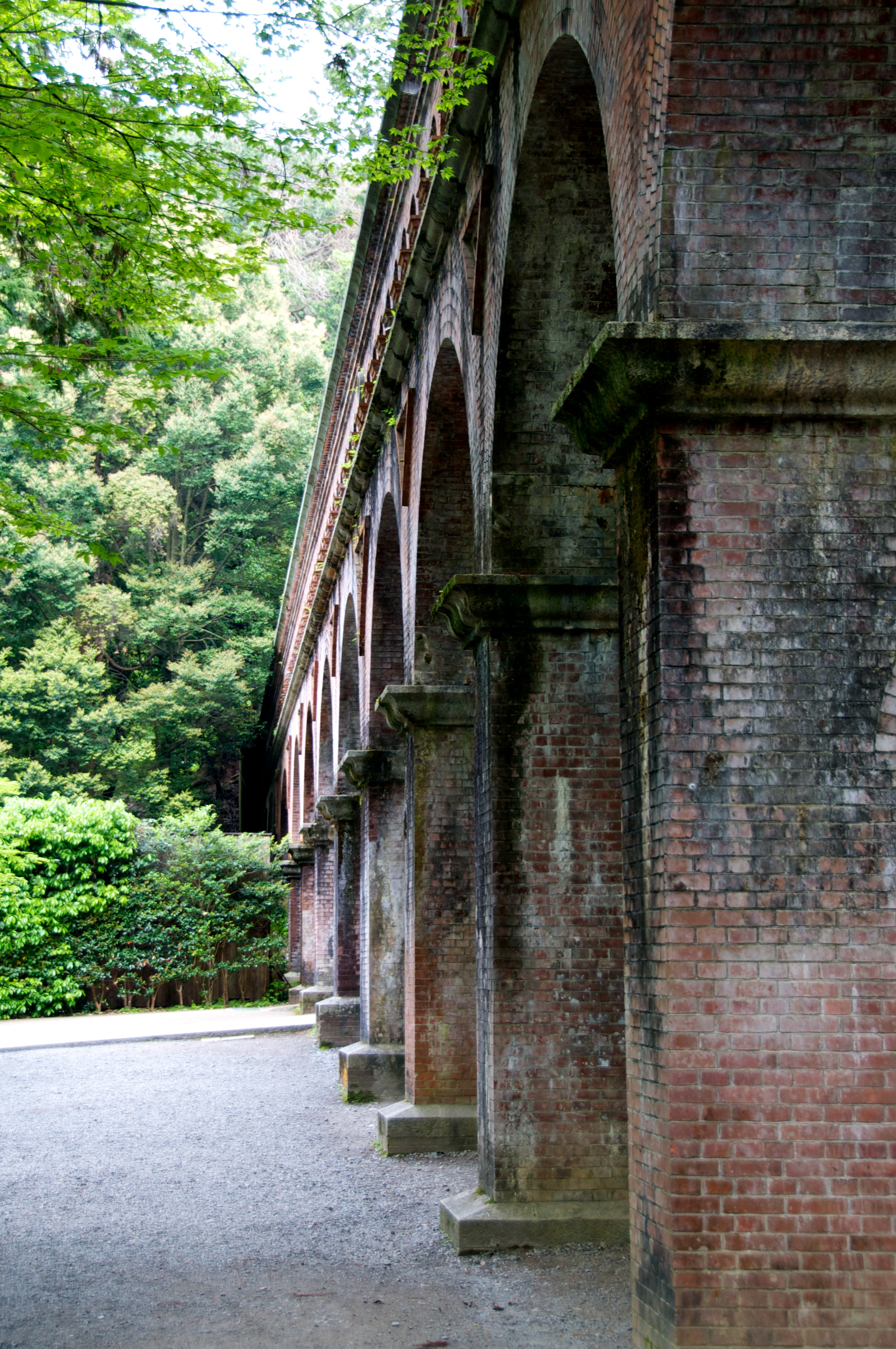
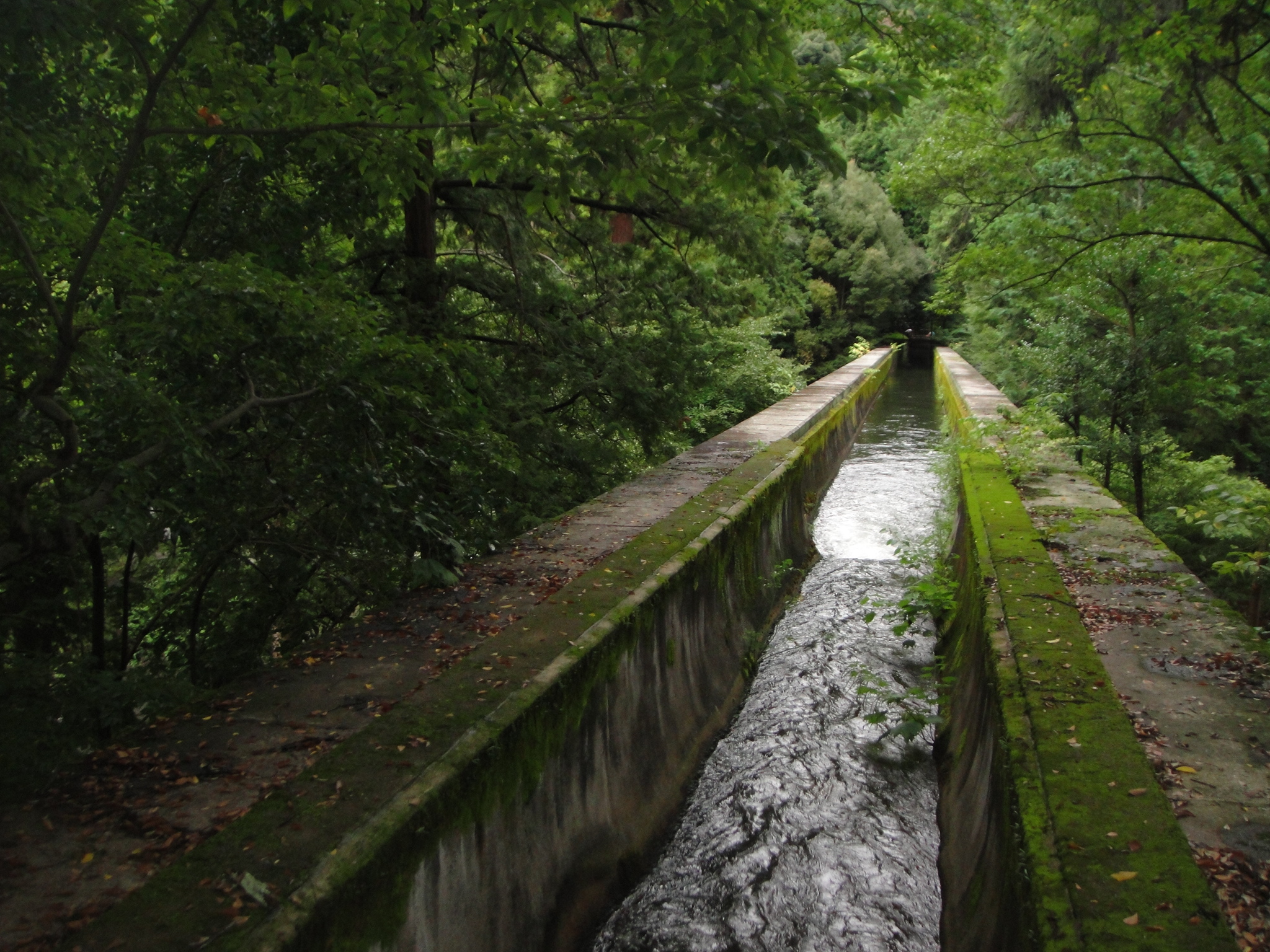